# Microsoft Visio
Microsoft Visio er et program til at lave diagrammer ved brug af vektorgrafik. Det betegnes som en del af Microsoft Office men det skal købes særskilt. Det kan bruges til at lave en lang række forskellige typer af diagrammer f.eks. UML-diagrammer. Det kan også bruges til at lave SVG-billeder som kan bruges på wikipedia.
Visio blev et Microsoft-produkt da Microsoft købte Visio Corporation i 2000.
| Software | Spire Denne artikel om software og programmering er en spire som bør udbygges. Du er velkommen til at hjælpe Wikipedia ved at udvide den. |